# 二塩化硫黄
二塩化硫黄（にえんかいおう）とは、硫黄と塩素からなる。塩化硫黄(II)とも呼ばれる。Cl-S-Cl の構造を持つ分子で、硫黄上の結合角は 109.3 °。外見は赤色の液体である。

## 合成
一塩化硫黄に塩素を作用させると、二塩化硫黄に変わる。
{\displaystyle {\ce {S2Cl2 + Cl2 -> 2SCl2}}}
この反応は塩化鉄(III)などのルイス酸に触媒される。また、平衡反応であるため、二塩化硫黄を放置すると、塩素を放出して一塩化硫黄に戻ってしまう。そのため、純度の高い二塩化硫黄を合成するときは、五塩化リンなどを安定剤として蒸留を行う。

## 反応
元素状や水素化物の硫黄と反応して、ポリスルフィド結合を持つ塩化物を作る。この反応は、ゴムの加硫に利用される。
{\displaystyle {\ce {{SCl2}+{\mathit {n}}S->Cl-S_{{\mathit {n}}+1}-Cl}}}
{\displaystyle {\ce {2SCl2 + H2S4 -> Cl-S6-Cl + 2 HCl}}}
−80 ℃ にて塩素を作用させると、四塩化硫黄を生じる。この化合物は、−31 ℃ 以上で逆反応を起こして分解する。
{\displaystyle {\ce {SCl2 + Cl2 -> SCl4}}}
三酸化硫黄と反応させると、塩化チオニルを与える。これは、塩化チオニルの工業的な合成法である。
{\displaystyle {\ce {SCl2 + SO3 -> SOCl2 + SO2}}}
水とは、塩化水素を出しながら激しく反応する。